# Diego Velázquez
Diego Rodríguez de Silva y Velázquez, född 6 juni 1599 i Sevilla, död 6 augusti 1660 i Madrid, var en spansk barockmålare. Han var hovmålare hos kungen Filip IV av Spanien och är en av de mest framstående spanska målarna genom tiderna.

## Uppväxt och utbildning

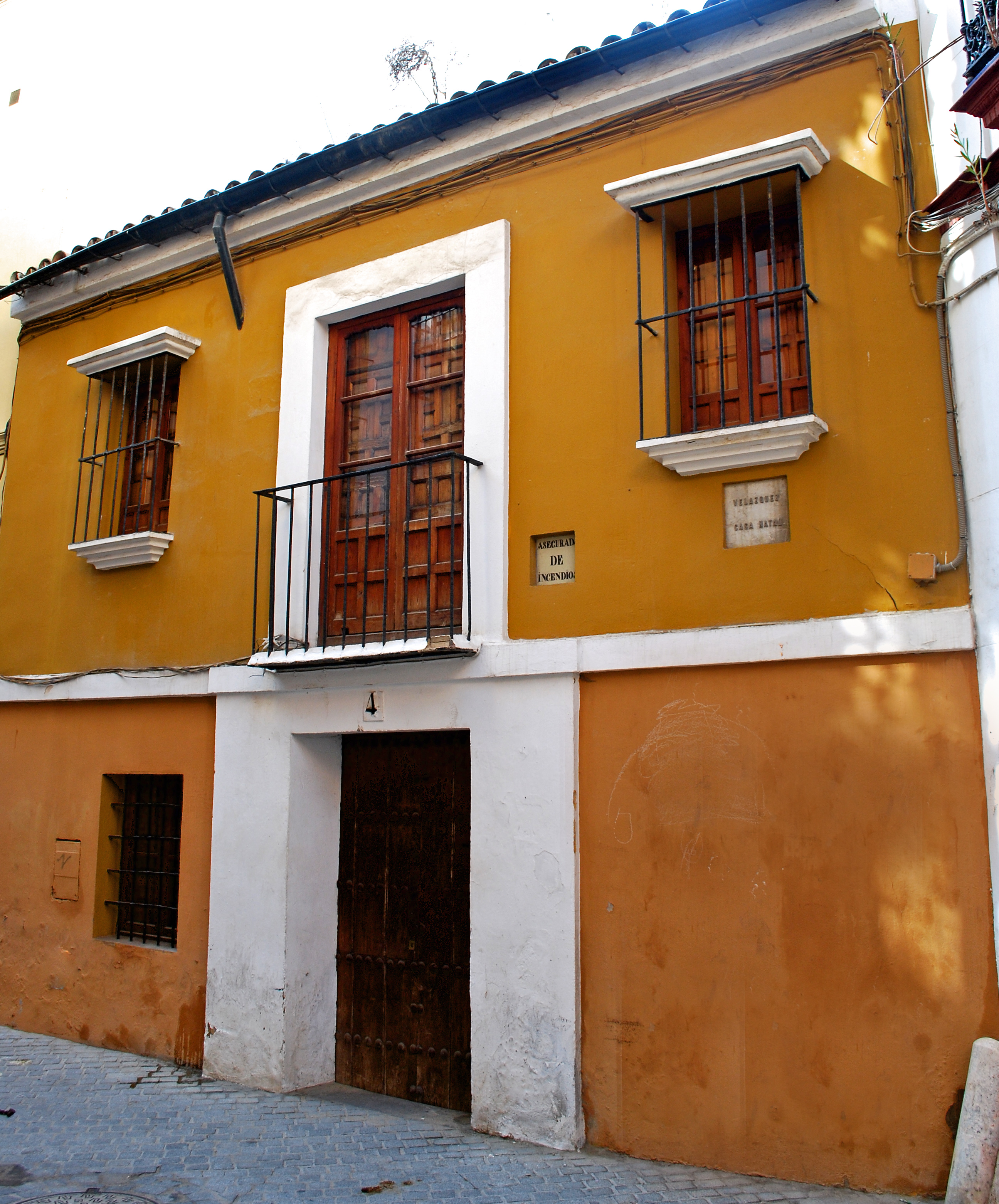
Velázquez födelsehus i Sevilla

Velázquez föddes den 6 juni 1599 i Sevilla i Andalusien i södra Spanien. Han döptes samma dag i San Pedrokyrkan i Sevilla. Han var den äldste av sju bröder. Hans far hette Juan Rodríguez de Silva (född João Rodrigues da Silva) och var advokat. Farföräldrarna, Diogo da Silva och hans fru Maria Rodrigues, var judar från Portugal. Velázquez mor hette Jerónima Velázquez och det har länge ansetts att hon tillhörde hidalgoklassen (lägre adelsmän i Spanien och Portugal), även om detta faktum ej har kunnat helt säkerställas.
Enligt spansk tradition var det nödvändigt att den äldste sonen tog moderns namn för att upprätthålla tillhörigheten till moderns samhällsklass. Nutida efterforskning av Mendez, Ingram och andra har visat inte bara att Velázquez saknade aristokratisk bakgrund utan också att hans familj tillhörde de så kallade conversos, medlemmar av före detta judiska familjer som blivit kristna.
Velázquez föräldrar lärde honom gudsfruktan och utbildade honom i språk och filosofi som en förberedelse för ett lärt yrke. Han visade tidigt en begåvning i måleri och redan vid 10 års ålder började han gå i lära hos Francisco Herrera den äldre, en känd målare i 1600-talets Sevilla. Ett år stannade han hos Herrera, som har beskrivits som en sträng man utan vänskapliga drag. Det var förmodligen av Herrera som Velázquez lärde sig använda penslar med långa strån.
Efter att ha lämnat Herreras studio vid 11 års ålder började han istället som elev hos Francisco Pacheco i Sevilla. Där stannade han i fem år och studerade proportion, perspektiv och upplevde trender inom litteratur- och målericirklar i Sevilla. 1617 fick han sitt mästarbrev. Examinatörerna, Pacheco och Juan de Uceda, begärde att Velázquez skulle få tillåtelse att verka som målare i hela Spanien, och inte bara lokalt, vilket var brukligt. Året därpå gifte han sig med lärarens dotter, Juana Pacheco. De fick två döttrar. Den yngsta, Ignacia de Silva Velázquez y Pacheco, dog som spädbarn medan den äldre, Francisca de Silva Velázquez y Pacheco (1619–1658), gifte sig med målaren Juan Bautista Martínez del Mazo i Santiagokyrkan i Madrid den 21 augusti 1633.
Under början av 1620-talet stärktes Velázquez' position i Sevilla. Han producerade flera kända verk under denna tid, där man särskilt kan nämnas Vieja friendo huevos (ordagrant "Gammal kvinna steker ägg", även kallad "Den gamla kokerskan") från 1618 och El aguador de Sevilla ("Vattenbäraren i Sevilla") från 1620.

## Flytten till Madrid

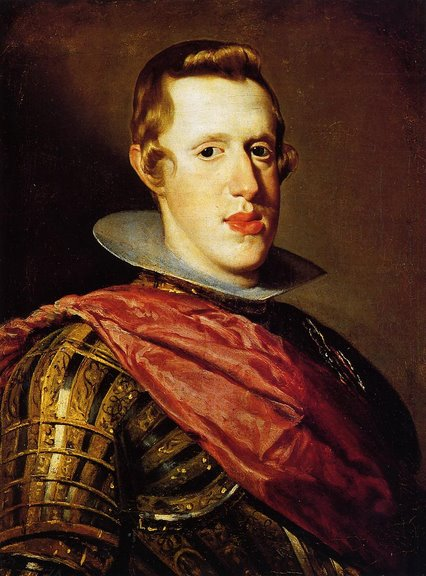
Busto de Felipe IV con coraza ("Bröstbild av Filip IV med rustning"), målad 1625-1628, Pradomuseet.

Velázquez åkte till Madrid under den första halvan av april 1622 med ett introduktionsbrev till Don Juan de Fonseca som var komminister hos kungen. Fonseca misslyckades att låta Velázquez måla en av personerna ur den kungliga familjen. Efter begäran av Pacheco målade Velázquez istället ett porträtt av den kände poeten Luís de Góngora y Argote. Góngora hade på målningen ursprungligen en lagerkrans men denna målades över vid ett senare, okänt datum. Målningen rönte stor uppskattning i Madrid och gjorde den unge Velázquez känd inom den högre samhällsklassen, men det blev den enda målningen som Velázquez slutförde under sin första madridresa.
I december 1622 dog Rodrigo de Villandrando, kungens favorit bland hovmålarna. Don Juan de Fonseca vidarebefordrade till Velázquez en begäran från kungens gunstling och minister Greve-hertig av Olivares att komma till Madrid. Velázquez kom i sällskap med sin svärfar och erbjöds 50 dukater för sina utgifter. Fonseca erbjöd Velázquez husrum i sitt eget hem och satt själv modell för ett porträtt, som senare när det blev färdigställt gavs till slottet. Ett porträtt av kungen beställdes och den 16 december 1623 satt kungen modell inför Velázquez. Porträttet slutfördes på en dag, men kan knappast ha varit mer än en skiss av huvudet. Men både kungen och Olivares var nöjda. Olivares beordrade Velázquez att flytta till Madrid och lovade att ingen annan målare skulle mer måla Filip IV porträtt och att andra porträtt av kungen skulle dras tillbaka. Velázquez blev med detta Villandrandos efterträdare som hovmålare.
Nästa år, 1624, fick Velázquez 300 dukater av kungen för att bekosta flytten av hans familj till Madrid, vilket kom att bli hans hem för resten av livet. Genom bröstbilden av kungen som han målade 1623 erhöll han en anställning i ämbetet som slottsmarskalk med lön på 20 dukater per månad, tillgång till läkare och bostad samt betalning för de målningar som han producerade. Senare samma år kom prinsen av Wales (senare Karl I av England) på besök. Det finns anteckningar om att han satt modell för Velázquez, men målningen är nu borta.
I september 1628 kom Peter Paul Rubens till Madrid och Velázquez höll honom sällskap i klostret El Escorial, där de beundrade målningarna av Tizian. Troligen arbetade Rubens i Velázquez' studio i slottet. Rubens var vid denna tid på höjden av sin målarkarriär, men han påverkade inte Velázquez i hans målarstil. Rubens förstärkte Velázquez' önskan att se Italien och verken av de stora italienska målarmästarna.

## Den första resan till Italien och tiden därefter

Porträtt av Elisabeth av Bourbon, drottning av Spanien av Diego Velázquez. Skoklosters slott

Den 10 augusti 1629 åkte Velázquez från Barcelona till Italien för att bo där i ett och ett halvt år. Han hade fått med sig 400 silverdukater från kungen och ytterligare 200 gulddukater från Olivares samt en räcka med introduktionsbrev. Han reste för att utöka sin kunskap om italiensk konst och huvudmålen var Venedig och Rom. Hans täta rapporter till kung Filip IV gjorde att han fick viktiga uppdrag utanför sin roll som hovmålare. Han anlände till Rom 1630 och stannade där i ett år. Han bodde först på själva Vatikanpalatset men flyttade snart till Villa Medici. Hans viktigaste målningar från denna tid är La fragua de Vulcano ("Vulcanus smedja") och La túnica de José ("Josefs tunika").
När Velázquez återvände till Madrid målade han det första porträttet av den unge kronprinsen Don Baltasar Carlos i en värdig och ståtlig pose trots sin ringa ålder. Den kraftfulle ministern Olivares var Velázquez ständige beskyddare och hans utseende är känt för oss genom Velázquez många porträtt av honom. Skulptören Montafles gjorde en modell till en staty med en av Velázquez porträtt av kungen till häst som förlaga. Från modellen gjordes en staty i brons av skulptören Pietro Tacca från Florens och står nu på Plaza de Oriente i Madrid. Velázquez originalporträtt finns inte kvar, men flera andra liknande verk. Velázquez målade i denna målning och alla hans porträtt av kungen honom med en golilla (ett slags styv, besvärande krage av papp, överdragen med lärft, nedtill tätt omslutande halsen, men upptill slätt utåtfallande). Golillan hade uppfunnits av kungen, som blev så glad för detta att han firade det med en festival som efterföljdes av en procession till kyrkan för att tacka Gud för välsignelsen. Golillan blev mode och fanns på de flesta manliga porträtten vid denna tid. Velázquez höll kungen ständigt sällskap och följde med på resor till Aragonien 1642 och 1644.
Förutom fyrtio porträtt av Filip IV målade han porträtt av övriga medlemmar i den kungliga familjen, som Filip IV:s första gemål, Elisabet av Frankrike och deras barn, speciellt deras äldste son Baltasar Carlos. Kavaljerer, soldater, personer inom kyrkan och diktaren Francisco de Quevedo satt som modeller för Velázquez. Hans viktigaste religiösa verk från denna tid är Cristo Crucificado ("Kristus på korset") från 1632 som avbildar Kristus strax efter att han dött.
Filip IV anförtrodde Velázquez med uppgiften att göra verklighet av en idé som han länge tänkt på, nämligen att skapa en konstakademi i Spanien. Spanien var rikt på bildkonstverk, men hade ett dåligt utbud av skulpturer. Velázquez sändes en andra gång till Italien för att göra konstinköp.

## Den andra resan till Italien och tiden därefter
1649–1651 företog Velázquez sin andra resa till Italien, där han för det spanska kungahusets räkning inköpte konstverk från antiken och renässansen. I Rom upptogs han 1650 i Accademia di San Luca. 1658 dubbades han till riddare av Santiagoorden på rekommendation av den spanske kungen.

## Hovdamerna -Las Meninas

Diego Velázquez – "Hovdamerna" (Las Meninas; 1656–1657). Museo del Prado i Madrid

Under andra hälften av 1650-talet målade Velázquez Hovdamerna (1656; Pradomuseet). Trots att grupporträttet med den femåriga infantinnan Margarita och hennes hovdamer är en av den spanska konsthistoriens främsta målningar, har scenen ännu aldrig kunnat tolkas på ett övertygande sätt. Vid vänster kant ser man Velázquez själv stå med sina målarutensilier i händerna framför en kolossal duk. Frågan är obesvarad, om konstnären just håller på med att måla ett porträtt av infantinnan eller kanske av kungaparet som syns i spegeln.